# Kate Jacksonová
Lucy Kate Jacksonová (* 29. října 1948, Birmingham, Alabama) je americká herečka a televizní producentka.

## Život

### Mládí
Narodila se 29. října 1948 v Alabamském Birminghamu jako dcera obchodního manažera Hogana Jacksona a Ruth Jacksonové (rodným jménem Shepherdová). V mládí studovala obor historie na University of Mississippi, kde se také stala členkou významného spolku „Kappa Kappa Gamma“. V polovině druhého ročníku však přestoupila na Birmingham–Southern College, vysokou školu svobodných umění, kde se poprvé setkala s divadlem a herectvím. Ani zde se však dlouho nezdržela a po roce se přestěhovala do New Yorku, kde se začala věnovat studiu herectví na American Academy of Dramatic Arts.

### Kariéra

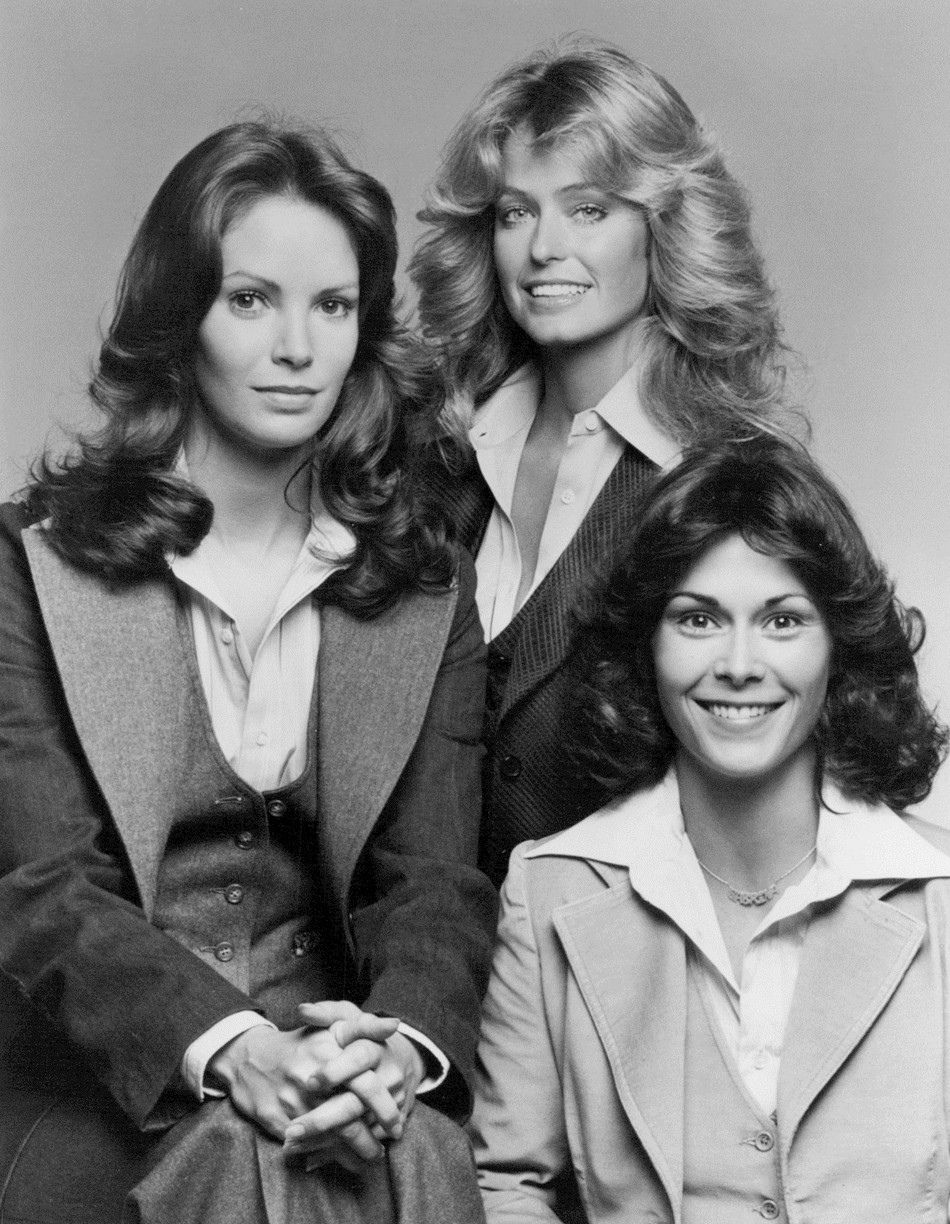
„Charlieho andílci“ (1976), (zleva) Jaclyn Smithová, Farrah Fawcett a Kate Jacksonová

Po vystudování získala práci jako poslíček a průvodce u společnosti NBC v Rockefeller Center na Manhattanu. Jejím hereckým debutem se v roce 1966 stal seriál Dark Shadows a o pět let později dostala svou první hlavní roli v celovečerním hororovém dramatu Night of Dark Shadows (1971). Ve své kariéře nadále pokračovala filmem Limbo (1972) a po čtyři sezóny účinkovala v seriálu The Rookies. Ve volném čase také studovala režii i střih.
V roce 1975 se po ukončení natáčení The Rookies setkala s producenty Aaronem Spellingem a Leonardem Goldbergem, kteří ji nabídli roli v novém seriálu The Alley Cats (~ Kočky z aleje). Tento název se však ani producentům příliš nezamlouval a Kate proto navrhla nový název: Charlie's angels (~ Charlieho andílci), díky plakátu tří andělů na stěně. Původně byla také obsazena do role Kelly Garrettové, kterou však nakonec dostala Jaclyn Smithová, takže se rozhodla po roli Sabrini Duncanové. Spolu s Farrah Fawcett tak utvořil legendární trojici a premiéra byla odvysílána 22. září 1976.

Na konci třetí sezóny však seriál opustila a do role Sabriny dosadili Shelley Hackovou.
„Sloužila jsem dobře a sloužili mi dobře, teď je na čase odejít.“
I po odchodu z Charlieho andílků ve své úspěšné kariéře nadále pokračovala a během 80. let se objevila celkem v 6 filmech a ve 101 epizodách seriálů Scarecrow and Mrs. King a Baby Boom. Mezi ně také patří celovečerní drama Making Love (1982), které zpracovává téma o homosexualitě. Podle některých však spíše předběhlo svou dobu, a proto si moc dobře nevedlo u kritiků ani u diváků.
Během natáčení čtvrté sezóny seriálu Scarecrow and Mrs. King (1987) jí byla po vyšetření mamografem diagnostikována rakovina prsu, kterou se jí však chirurgickým zákrokem podařilo odstranit a již o týden později pokračovala v natáčení. Krátce poté, ale přešla k natáčení dalšímu seriálu; Baby Boom, který byl však po několika epizodách zrušen.
V roce 1989 se jí rakovina opět vrátila a tentokrát jí musela být provedena i částečná mastektomie. O šest let později ji byl také diagnostikován defekt síňového septa (srdeční vada), kvůli kterému nakonec podstoupila další operaci.
Kate také začala jako jedna z mála veřejně hovořit o rakovině prsu, za což v roce 2003 obdržela cenu „Power of Love“ od Americké kardiologické asociace.
V srpnu 2006 se legendární trio hereček z Charlieho andílků opět sešlo na 58. udílení cen Emmy. Svou hereckou kariéru ukončila o rok později po jedné epizodě v seriálu Myšlenky zločince.

## Osobní život
V první polovině 70. let byla zasnoubená s hercem Edwardem Albertem a udržovala také vztah producenty Robertem Evansem a Tomem Mankiewitzem, s kaskadérem Garym Quistem i s herci Dirkem Benedictem, Nickem Noltem a Warrenem Beattym. V srpnu 1978 se poprvé vdala za herce Adrewa Stevense, manželství jim však vydrželo jen tři roky. V roce 1982 se vdala podruhé, tentokrát za newyorského obchodníka Davida Greenwalda, se kterým založila produkční společnost Shoot The Moon Productions. Stejně jako v prvním manželství se po třech letech rozvedli.
Během dovolené v Aspenu v Coloradu v roce 1989 potkala svého třetího manžela, Toma Harta, za kterého se o dva roky později provdala. Ani její zatím poslední manželství nevydrželo déle než tři roky a v roce 1993 se opět rozvedla.
Roku 1995 adoptovala syna Charlese Taylora Jacksona.

## Filmografie

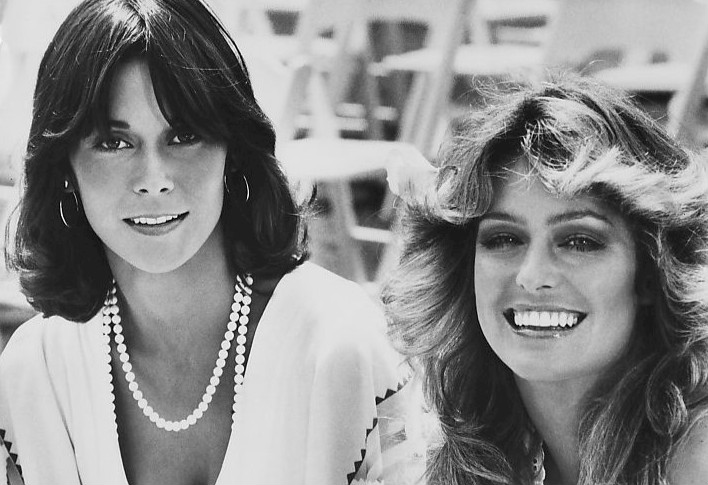
Kate Jacksonová s Farrah Fawcett při natáčení seriálu Charlieho andílci (1976)

### Filmy
- 1971 Night of Dark Shadows (režie Dan Curtis)
- 1972 Limbo (režie Mark Robson)
- 1977 Hromy a blesky (režie Corey Allen)
- 1981 Dirty Tricks (režie Alvin Rakoff)
- 1982 Making Love (režie Arthur Hiller)
- 1989 Zajíček (režie Joan Micklin Silver)
- 1998 Error in Judgment (režie Scott P. Levy)
- 2004 Larceny (režie Irving Schwartz)
- 2004 Bez výčitek (režie Curt Hahn)

### TV filmy
- 1972 The New Healers (režie Bernard L. Kowalski)
- 1973 Satan's School for Girls (režie David Lowell Rich)
- 1974 Killer Bees (režie Curtis Harrington)
- 1974 Death Cruise (režie Ralph Senensky)
- 1975 Death Scream (režie Richard T. Heffron)
- 1976 Death at Love House (režie E. W. Swackhamer)
- 1976 Charlieho andílci (režie Dennis Donnelly)
- 1977 James at 15 (režie Joseph Hardy)
- 1979 Topper (režie Charles S. Dubin)
- 1981 Inmates: A Love Story (režie Guy Green)
- 1981 Tenký led (režie Paul Aaron)
- 1983 Listen to Your Heart (režie Don Taylor)
- 1990 Návrat neznámého (režie Tom Holland)
- 1992 Černá smrt (režie Sheldon Larry)
- 1992 Ničitel (režie Fred Walton)
- 1993 Úplné bezvětří 2 (režie Christian Duguay)
- 1993 Empty Cradle (režie Paul Schneider)
- 1993 Arly Hanks (režie Arlene Sanford)
- 1994 Ozbrojený a nevinný (režie Jack Bender)
- 1994 Justice in a Small Town (režie Jan Egleson)
- 1995 The Silence of Adultery (režie Steven Hilliard Stern)
- 1996 Vražda na stezce Iditarod Trail (režie Paul Schneider)
- 1996 A Kidnapping in the Family (režie Colin Bucksey)
- 1996 Panika v oblacích (režie Paul Ziller)
- 1997 What Happened to Bobby Earl? (režie Bradley Wigor)
- 1998 Sladké lži (režie Timothy Bond)
- 2000 Satanova vyšší dívčí (režie Christopher Leitch)
- 2001 Matčino svědectví (režie [[[Julian Chojnacki]])
- 2003 Zázrační pejsci (režie Craig Clyde)
- 2006 The Perfect Suspect (režie David Winkler)

### Seriály (výběr)
- 1970–1971 Dark Shadows (71 epizod), (režie Dan Curtis a Lela Swift)
- 1972–1976 The Rookies (92 epizod), (režie (25 různých))
- 1976–1979 Charlieho andílci (69 epizod), (režie (28 různých))
- 1983–1987 Scarecrow and Mrs. King (88 epizod), (režie (30 různých))
- 1988–1989 Baby Boom (13 epizod), (režie Steven Robman, Bruce A. Block, Alan Mandel a Robert Klane)